# Falkirk High
Falkirk High – stacja kolejowa w Falkirk, w hrabstwie Falkirk, w Szkocji, w Wielkiej Brytanii. Jest jedną z dwóch stacji kolejowych obsługujących Falkirk. Znajduje się na Glasgow to Edinburgh via Falkirk Line.
Stacja czynna jest 7 dni w tygodniu. W godzinach szczytu obsługuje 8 pociągów na godzinę, po cztery do Glasgow i Edynburgu. Pociągi obsługiwane są przez First ScotRail. W okresie 2008/09 z usług stacji skorzystało 1,099 mln pasażerów.
Inną stacją położoną w mieście jest Falkirk Grahamston.